# Ahmed Ajeddou
Ahmed Ajeddou (ur. 7 października 1980) – marokański piłkarz, grający na pozycji ofensywnego pomocnika. W sezonie 2021/2022 zawodnik nieznanego klubu. Trzykrotny reprezentant kraju.

## Kariera klubowa

### Początki (–2009)
Zaczynał karierę w Maghrebie Fez, skąd przeniósł się 1 lipca 2008 do Al-Ahly Trypolis.

### Wydad Casablanca (2009–2012)
1 lipca 2009 roku trafił do Wydadu Casablanca. W ekstraklasie zadebiutował 21 sierpnia w meczu przeciwko IZK Khemisset, wygranym 2:0, grając 60 minut. Pierwszego gola strzelił 7 listopada w meczu przeciwko Olympique Khouribga, zremisowanym 1:1. Do siatki trafił w 35. minucie. W sezonie 2009/10 zdobył mistrzostwo kraju. Łącznie zagrał 16 spotkań i strzelił dwa gole.

### Maghreb Fez (2012–2014)
1 sierpnia 2012 roku trafił do Maghrebu Fez. W tym zespole zadebiutował 22 września w meczu przeciwko CODM Meknès, zremisowanym 0:0. Zagrał 45 minut. Pierwszego gola i asystę strzelił i zaliczył 10 lutego 2013 roku w meczu przeciwko CODM Meknès, wygranym 1:2. Najpierw asystował przy golu w 80. minucie, a potem strzelił gola w 88. minucie. Łącznie zagrał 29 meczów, strzelił 3 gole i miał 4 asysty.

### FAR Rabat (2014–2015)
1 stycznia 2014 roku trafił do FARu Rabat. W tym zespole zadebiutował 23 lutego w meczu przeciwko OC Safi, wygranym 3:2, grając cały mecz. Pierwszego gola strzelił 19 maja w meczu przeciwko Kawkabowi Marrakesz, zremisowanym 1:1. Do siatki trafił w 80. minucie. Łącznie zagrał 8 meczów i strzelił gola.

### AS Salé (2015–2016)
24 sierpnia 2015 roku trafił do AS Salé.

### JS de Kasba Tadla (2016–2017)
1 lipca 2016 roku trafił do JS de Kasba Tadla. W tym zespole zadebiutował 27 sierpnia w meczu przeciwko Chababowi Atlas Khénifra, zremisowanym 0:0. Zagrał 7 minut. Pierwszego gola strzelił 21 maja w meczu przeciwko Difaâ El Jadida, przegranym 6:1. Do siatki trafił w 13. minucie. Łącznie zagrał 20 meczów i strzelił gola.

### Dalsza kariera (2017–)
22 lipca 2017 roku trafił do AS Salé.
1 lipca 2019 roku został graczem nieznanego klubu.

## Kariera reprezentacyjna
Zagrał trzy mecze i strzelił gola w reprezentacji Maroka.